# Stiftelsen för Åbo Akademi
Stiftelsen för Åbo Akademi är en finländsk stiftelse grundad 1917. Stiftelsens ändamål är att ekonomiskt delta i att upprätthålla universitetet Åbo Akademi och att också i övrigt stöda och främja finlandssvenskt kulturarbete, framför allt vetenskaplig forskning. Ordförande för stiftelsens styrelse är Stefan Wallin och som delegationsordförande fungerar Timo Ketonen.

## Historia
Stiftelsen för Åbo Akademi grundades den 18 juni 1917 på initiativ av 35 privatpersoner. Grundkapitalet var 3,47 miljoner dåtida mark. Ändamålet var att med avkastningen av det donerade kapitalet grunda och upprätthålla en högskola i Åbo med svenskt undervisningsspråk under namn av Åbo Akademi. Åbo Akademi grundades år 1918 och upprätthölls utan stöd av varken stat eller kommun fram till medlet av 1950-talet.
År 1956 fick Åbo Akademi sitt första statsbidrag som motsvarade 4 procent av akademins totala budget. Från och med 1963 utföll bidraget som lagstadgat statsunderstöd. Åren 1970–1981 uppgick statsbidraget till 75 procent av verksamhetskostnaderna. Slutligen år 1981 förstatligades Åbo Akademi, som det sista privata universitetet i Finland. Stiftelsen och universitetet skildes då åt juridiskt och ekonomiskt och Stiftelsen för Åbo Akademi fick nya stadgar och en ny roll.

## Verksamhet
Stiftelsen för Åbo Akademi förvaltar ett kapital på cirka 800 miljoner euro, varav ca 60 procent är aktier, 30 procent är fastigheter och 10 procent är ränteinstrument. Den årliga utdelningen beror på kapitalets avkastning men de senaste åren har stiftelsen delat ut 15–20 miljoner euro per år till vetenskap, forskning och kultur. Den största bidragsmottagaren är Åbo Akademi.
År 2024 var stödet till akademin totalt 17 miljoner euro. I summan ingår bland annat projektmedel och verksamhetsbidrag, forskningsfinansiering, stipendier och fondbidrag.

## Hållbarhet
Hållbarhet är en nyckelfråga för Stiftelsen för Åbo Akademi som berör alla delar av verksamhet och alla som arbetar på stiftelsen. År 2025 gav Stiftelsen för Åbo Akademi ut en  hållbarhetsrapport  där hela stiftelsens verksamhet tas i beaktande, det vill säga allt från kapital- och fastighetsförvaltning till vår forskningsfinansiering och museala verksamhet. 
Stiftelsen för Åbo Akademi har även publicerat principer för ansvarsfulla placeringar . Investeringar som klassificeras som hållbara  ger god avkastning på sikt. Förutom finansiella faktorer väger Stiftelsen för Åbo Akademi in miljömässiga, sociala och bolagsstyrande aspekter i sina investeringsbeslut. Stiftelsen för Åbo Akademi har undertecknat PRI (Principles for Responsible Investments) och är medlem av Finsif (Finland’s Sustainable Investment Forum).

## Kulturbärande verksamhet
Stiftelsen för Åbo Akademi har sedan grundandet 1917 erhållit flera generösa donationer som möjliggjort stiftelsens roll som bevarare av kulturarv. Stiftelsen driver tre museer, Ett Hem, Sibeliusmuseum och konstnärshemmet Casa Haartman samt understöder Åbo Svenska Teater genom att överlåta Finlands äldsta teaterhus till teaterns förfogande. Museiskeppet Sigyn ägs av Stiftelsen för museifartyget Sigyn, en stiftelse som är grundad av Åbo stad och Stiftelsen för Åbo Akademi. Stiftelsen för Åbo Akademi innehar 10 procent av bolaget Life on a Leaf Oy Ab. Föreningen Life on a Leaf har som syfte att bedriva och främja ett samarbete mellan konst, arkitektur, akademisk forskning och ekonomi med en urban miljö som präglas av fantasi och kreativitet som mål.
Dessutom äger Stiftelsen för Åbo Akademi flera kulturhistoriskt värdefulla samlingar, bland annat de sjöhistoriska samlingarna som är deponerade i det maritima centret Forum Marinum. De geologiska samlingarna är deponerade hos Åbo Akademi och en del finns att se i Geohuset på Akademigatan 1 i Åbo. De biologiska samlingarna är deponerade vid Åbo universitets zoologiska museum.
Stiftelsens omfattande konstsamling har under årens lopp gradvis utökats från porträtt, landskap och stilleben till att även innefatta abstrakta och moderna konstverk. I samlingen finns oljemålningar, akvareller, grafiska tryck, teckningar och skulpturer. Några kända namn bland stiftelsens samlingar är Albert Edelfelt, Akseli Gallen-Kallela, Berndt Lindholm, Veronica Ringbom och Mirimari Väyrynen. Några av donatorerna bakom stiftelsens konstsamling är Johan Wilhelm Brummer, Bo Hjelt och Harriet Silius.

## Donnerska institutet
Stiftelsen för Åbo Akademi stöder vetenskaplig forskning via bland annat Donnerska institutet för religionshistorisk och kulturhistorisk forskning som är ett privat forskningsinstitut. Donnerska institutet samlar forskare, studerande och kulturaktiva och fungerar som en knutpunkt för forskning om religion och kultur i Finland och i Norden. Donnerska institutets bibliotek inledde sin verksamhet redan år 1957 och är i dag Nordens största religionsvetenskapliga specialbibliotek. Biblioteket finns i Humanisticum (Dahlströmska palatset) på Biskopsgatan 13 i Åbo.